# Universitat de Liverpool
La Universitat de Liverpool està ubicada a la ciutat de Liverpool, Anglaterra, i forma part del Russell Group.

## Història
La universitat es va establir el 1881 com a Escola d'Universitat de Liverpool (University College Liverpool). El 1884 era, en part, de la Universitat de Victòria Federal. Segons una Carta Reial i una Llei del Parlament es convertia, el 1903, en universitat independent amb dret per desenvolupar els seus propis graus, adquirint així el nom actual.
La Universitat ha produït vuit guanyadors del Premi Nobel, en els camps de la ciència i la medicina, així com el nobel de la pau, els quals són Ronald Ross, Charles Barkla, Charles Scott Sherrington, James Chadwick, Robert Robinson, Har Gobind Khorana, Rodney Porter i Joseph Rotblat.
L'edifici Victòria, que històricament era el cor administratiu de la Universitat, és un clar exemple de les Universitats de Maons Vermells, terme popularitzat per un professor de la mateixa Universitat de Liverpol i que s'utilitza per descriure les universitats cíviques que es van construir a Anglaterra, sobretot a finals del segle xix, de maó vermell construït; es tractava d'edificis victorians de maó vermell.

## Professors
- Joan Lluís Marfany, filòleg barceloní.